# Diego Osorio de Escobar

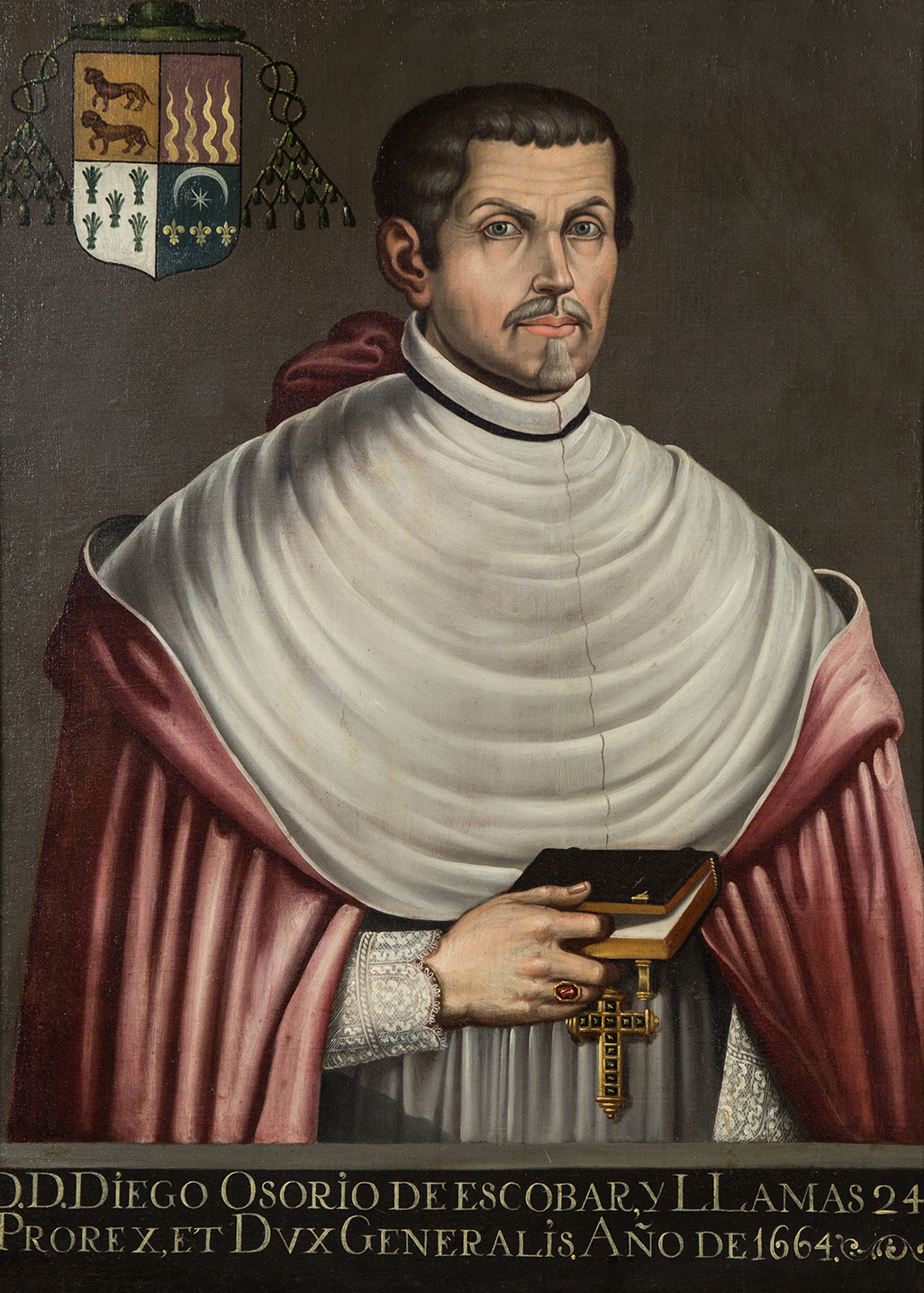
Diego Osorio, Bischof von Tlaxcala mit Sitz in Puebla

Diego Osorio de Escobar y Llamas (* 1608 in La Coruña, Spanien; † 14. Oktober 1673 in Puebla, heute Mexiko) war ein spanischer Geistlicher und Bischof der römisch-katholischen Kirche, der als Vizekönig von Neuspanien amtierte.

## Leben
Osorio war Generalvikar und Inquisitor in Toledo. Er gehörte keinem Mönchsorden an, war also Teil des säkularen Klerus; allerdings wurden ihm Sympathien zum Jesuitenorden nachgesagt. Am 2. August 1655 wurde er zum Bischof von Tlaxcala in Puebla in Mexiko berufen; er reiste in die neue Welt und wurde am 25. Juli 1656 ordiniert. Ihm wurde später auch das Amt des Erzbischofs von Mexiko-Stadt angetragen, doch er lehnte dies ab.
Durch seine Erfahrung in der Leitung des Bistums Tlaxcala in Puebla galt er dem spanischen Hof als geeigneter Kandidat, um interimistisch das Vizekönigreich zu führen, als der Amtsinhaber Juan de Leyva y de la Cerda 1664 wegen schwerer Vorwürfe der Untreue abgesetzt wurde.
Das Ernennungsschreiben wurde von Handlangern des Vizekönigs abgefangen, so dass Bischof Osorie mit einer zornigen Volksmenge nach Mexiko-Stadt zog, um die Absetzung Leyvas zu erzwingen. Bis zur Ankunft des aus Spanien gesandten Nachfolgers, Antonio Sebastián de Toledo, übernahm Osorio die Staatsgeschäfte.
Dies fiel ihm, der weltlichen Dingen fern stand, offenbar nicht leicht. Er versuchte eine Regierung im geistigen Sinne, untersagte das Waffentragen und schränkte den Ausschank von Alkoholika ein, was ihm beim Volk keine Sympathien brachte.
Er sandte finanzielle Unterstützung nach Kuba, um den Kampf gegen britische Seeräuber aufzunehmen und befahl die Befestigung der Stadt Campeche. Außerdem verbesserte er das Postwesen spürbar.
Als der neue Vizekönig sein Amt übernehmen konnte, kehrte Osorio nach Puebla zurück, wo er 1673 starb.